# Mae Young
Johnnie Mae Young (ur. 12 marca 1923 w Sand Springs, zm. 14 stycznia 2014 w Columbii) – amerykańska wrestlerka i trenerka wrestlerek, znana lepiej pod swoim pseudonimem ringowym jako Mae Young. W latach 40. i 50. była znana dzięki swojej osobowości heela i rywalizacji z Mildred Burke. Do jej osiągnięć należą między innymi bycie inauguracyjną posiadaczką mistrzostwa NWA Florida Women’s Championship i bycie pierwszą amerykańską wrestlerką, która występowała w Japonii po II wojnie światowej. Wytrenowała między innymi wieloletnią mistrzynię kobiet NWA i WWF, The Fabulous Moolah. Po wieloletniej przerwie znów zaczęła występować jako wrestlerka w programach WWF/WWE od 1999. Razem z The Fabulous Moolah stanowiła przeważnie element komediowy tych programów. Ku jej pamięci WWE od 2017 organizuje coroczny turniej kobiet Mae Young Classic.

## Młodość i wykształcenie
Johnnie Mae Young urodziła się 12 marca 1923 w Sand Springs w stanie Oklahoma. Była najmłodsza spośród ośmiorga rodzeństwa. Jej ojciec opuścił jej rodzinę, gdy była młoda.
Chodziła do liceum w Tulsie w stanie Oklahoma. Była członkinią szkolnej drużyny zapaśniczej i mistrzynią w softballu. Ukończyła liceum w wieku 15 lat.

## Kariera wrestlerska
Zaczęła karierę wrestlerską w 1941. Deklarowała, że pierwszą walkę stoczyła w 1939, ale nie została ona udokumentowana. Przez większość kariery odgrywała rolę oszukującego heela i skutecznie podburzała publiczność. Kreując swoją postać inspirowała się Gorgeous George’em. Była pierwszą posiadaczką mistrzostwa NWA Florida Women’s Championship, które zdobyła w 1951, pokonując Corę Combs. Przez wiele lat rywalizowała z pionierką kobiecego wrestlingu Mildred Burke. Obie zawodniczki były pierwszymi amerykańskimi zawodniczkami, które wystąpiły w Japonii po II wojnie światowej.
Największa amerykańska organizacja wrestlingu WWE i amerykański dziennik The New York Times uznają ją za pierwszą amerykańską mistrzynię świata (NWA United States Women’s Championship). Tytuł ten zdobyła przed 3 lipca 1968, ale jego uznanie było sporne.
Przez kilkadziesiąt lat zajmowała się trenowaniem zawodniczek wrestlingu. Wspólnie z Mildred Burke wytrenowała między innymi The Fabulous Moolah, najdłużej panującą mistrzynię kobiet uznawaną przez NWA (jako posiadaczka NWA Women’s Championship) i WWE (jako posiadaczka WWE Women’s Championship). Innym jej uczniem był Ric Drasin.
W 1999, po wieloletniej przerwie, pojawiła się wraz z The Fabulous Moolah w WWF SmackDown. Od tej pory obie wiekowe kobiety stanowiły przeważnie element komediowy w programach WWF, a później WWE. W 2000 Mae Young wygrała konkurs bikini na Royal Rumble. W 2004 została przyłączona do galerii sławy Professional Wrestling Hall of Fame, a w 2008 przez Pata Pattersona do WWE Hall of Fame. W 2012 ona i Mark Henry byli ekranową parą. Ich wątek zwiększyło urodzenie dłoni przez Mae Young w tysięcznym odcinku WWE Raw.

## Śmierć

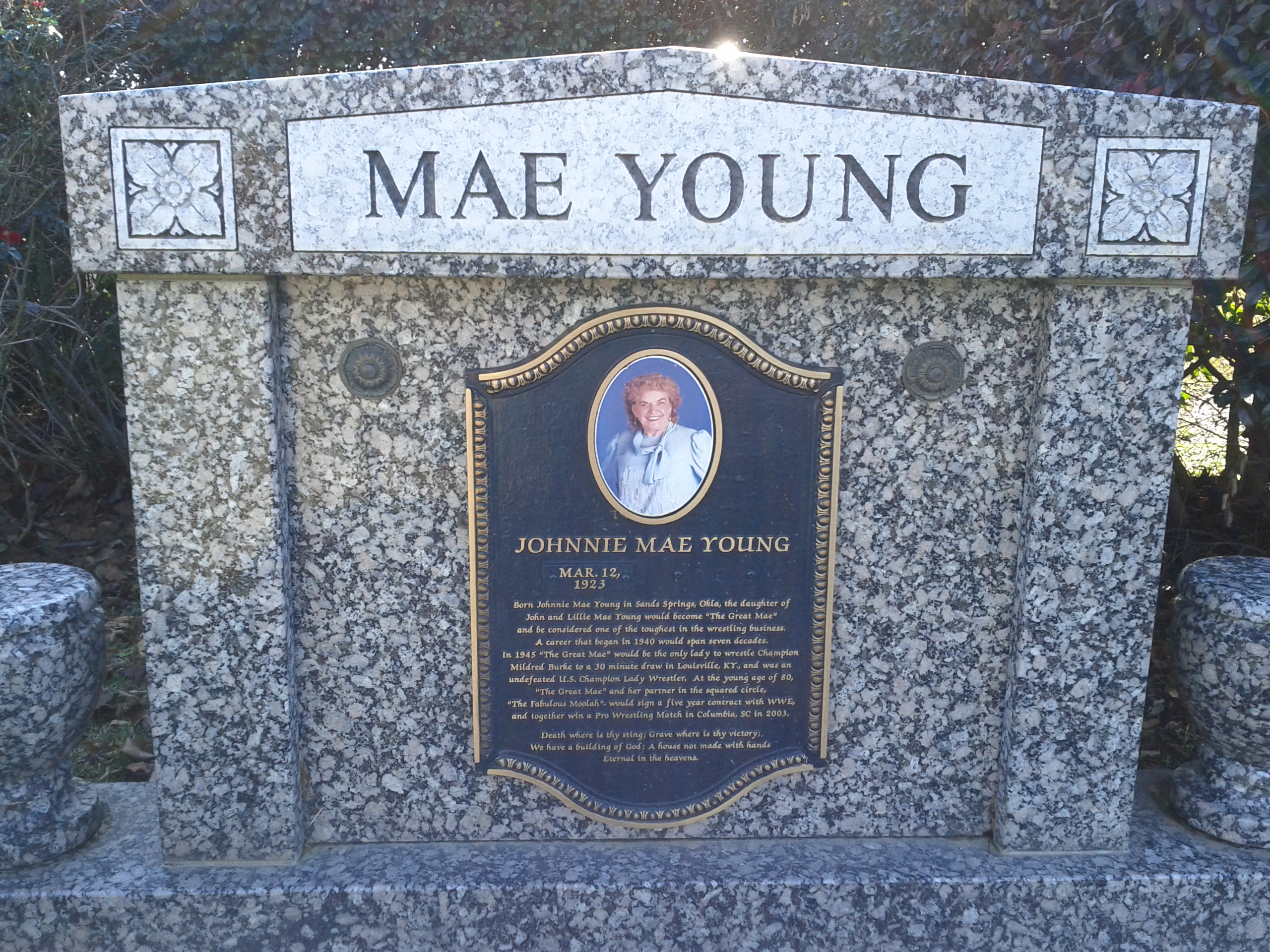
Nagrobek Mae Young

Zmarła 14 stycznia 2014 w Columbii w Karolinie Południowej. Została pochowana na cmentarzu Greenlawn Memorial Park w Columbii. Ku jej pamięci od 2017 WWE organizuje coroczny turniej kobiet Mae Young Classic, przeznaczony dla zawodniczek spoza WWE.

## Mistrzostwa i osiągnięcia
- Championship Wrestling From Florida
  - NWA Florida Women’s Championship (1 raz)
- National Wrestling Alliance
  - NWA World Women’s Tag Team Championship (1 raz) – z Ellą Waldek
- World Wrestling Alliance
  - California State Women’s Championship (1 raz)[1]
- Professional Wrestling Hall of Fame and Museum
  - Wprowadzona w 2004
- World Wrestling Entertainment
  - WWE Hall of Fame (2008)[3]